# Torsten May
Torsten May (ur. 9 października 1969 w Glauchau) – niemiecki bokser, olimpijczyk, zdobywca złotego medalu na Igrzyskach Olimpijskich w Barcelonie z 1992 roku w wadze półciężkiej.

## Życiorys

### Początki
Już w wieku siedmiu lat, w 1983, zaczął trenować boks. Został przyjęty do szkoły sportowej dla dzieci i młodzieży we Frankfurcie nad Odrą. Początkowo trenował jako junior w swoim rodzinnym mieście oraz na lokalnych zawodach w swojej szkole.

### Rozwój kariery
Rozgłos przyniosło mu wygranie mistrzostw Niemiec w wadze półciężkiej w 1991 roku oraz złoto na Mistrzostwach Świata w Sydney, gdzie w finale pokonał radzieckiego medalistę świata, Andrieja Kurniawkę. W 1993 roku stał się zawodowym bokserem. W swoim debiucie rozegranym 18 września pokonał Amerykanina Erica Cole’a.

### Igrzyska olimpijskie
Dzięki serii udanych występów zdobył prawo do obrony honoru kraju na Igrzyskach Olimpijskich w 1992 roku w Barcelonie. W turnieju w wadze półciężkiej w pierwszej rundzie pokonał Koreańczyka Gil-Nam Kima, w następnej na punkty Kanadyjczyka Dale’a Browna, w ćwierćfinale Montella Griffina, zaś w półfinale reprezentanta Polski Wojciecha Bartnika. W finałowej walce wygrał na punkty z Rostysławem Zaułucznym. Tym samym został niespodziewanym mistrzem olimpijskim.

### Zakończenie kariery
21 kwietnia 2001 roku stoczył swoją ostatnią walkę, krzyżując rękawicę z Ukraińcem, Aleksandrem Gurowem. Przegrał ten pojedynek poprzez nokaut w 8. rundzie. Przez cztery lata był asystentem trenera Uli Wegnera, a w 2006 roku wraz z kolegą założył klub bokserski „Uli the Maylife”. Prócz tego pracuje jako trener motywacyjny.
Jest także ambasadorem inicjatywy „Niemcy się ruszają”, która zachęca mieszkańców Niemiec do aktywności fizycznej.

### Życie prywatne
Mieszka w Kolonii. Jest żonaty, ma dwoje dzieci.